# Oktober 2010
| Oktober 2010 |
| Månader under 2010: Januari · Februari · Mars · April · Maj · Juni · Juli · Augusti · September · Oktober · November · December ← December 2009 · Januari 2011 → |

## Händelser
- Oktober - En landsomfattande folkräkning genomförs i Ryssland.
- 3 oktober – I Brasilien genomförs allmänna val och presidentval, där ingen kandidat får egen majoritet.
- 3–14 oktober – Årets samväldesspel hålls i Delhi i Indien.
- 10 oktober – Nederländska Antillerna upplöses för att omdefiniera öarnas status.[1]
- 13 oktober – De 33 gruvarbetare, som har suttit instängda 600 meter under marken i den chilenska San José-gruvan sedan gruvan rasade den 5 augusti blir alla räddade, genom att hissas upp med hjälp av en kapsel genom ett specialborrat hål.
- 14 oktober – Mark Rutte efterträder Jan Peter Balkenende som Nederländernas premiärminister efter långdragna regeringsförhandlingar.
- 16 oktober – En 22-årig svensk soldat dödas i Afghanistan, vilket utlöser stor debatt i Sverige.

- 31 oktober

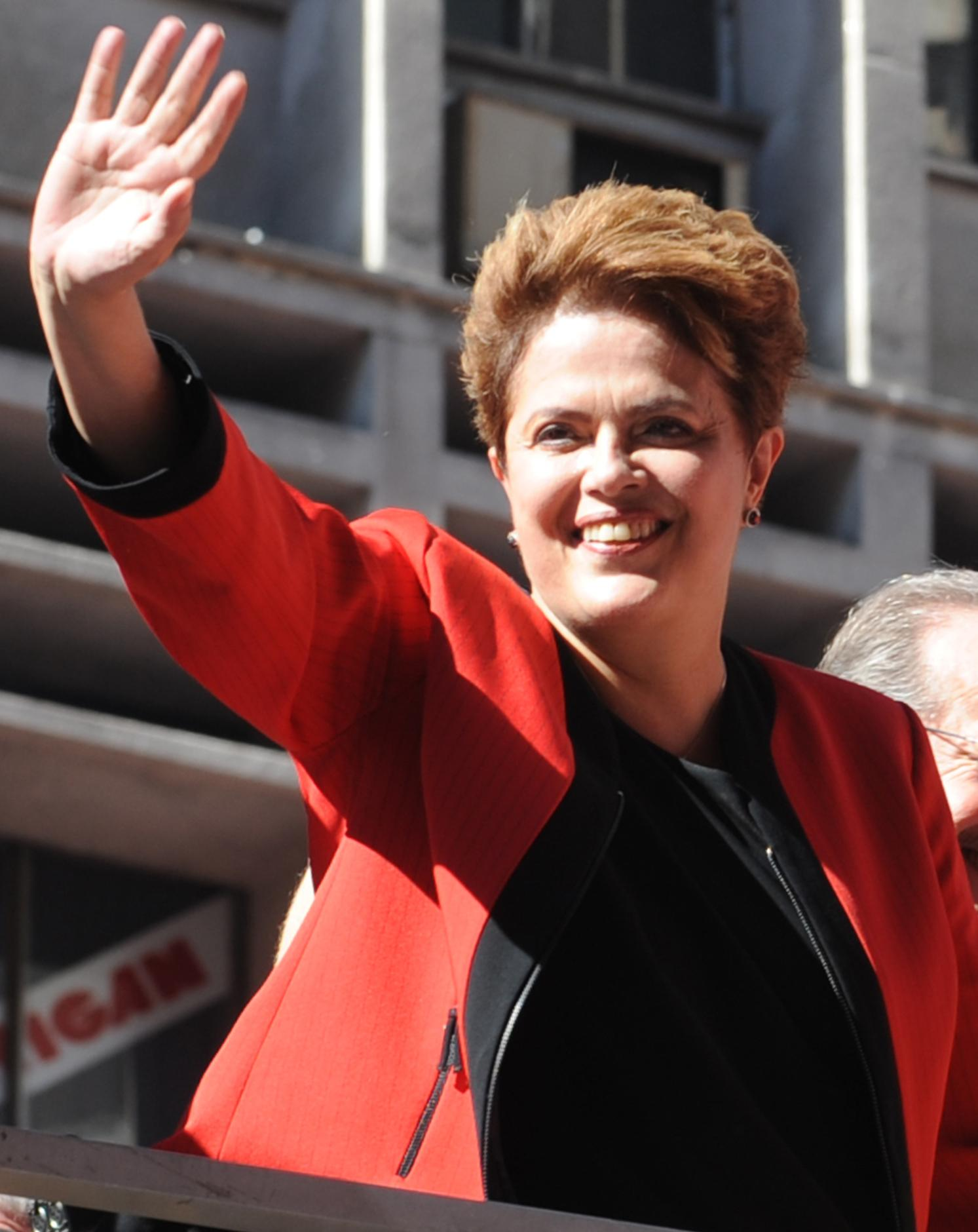
Dilma Rousseff.

  - Dilma Rousseff väljs till president i den andra omgången av presidentvalet i Brasilien.
  - Världsutställningen i Shanghai stängs.

### Fotnoter
1. ↑  ”Netherlands Antilles” (på engelska). World Statesmen. 10 oktober 2010. http://www.worldstatesmen.org/Curacao.html#antilles. Läst 11 september 2016.